# Lars-Erik Englund
Lars-Erik Englund, född 23 mars 1934 i Orsa församling i Kopparbergs län, död 19 oktober 2010 i Hedvig Eleonora församling i Stockholm, var en svensk militär (generallöjtnant) och chef för flygvapnet åren 1988–1994.

## Biografi
Englund inledde sin karriär i flygvapnet 1952 med grundläggande flygutbildning och anställdes som fältflygare 1953. Han avlade studentexamen vid Försvarets läroverk 1957. Englund avlade officersexamen vid Flygkrigsskolan 1958 och utnämndes samma år till fänrik vid Skånska flygflottiljen. Han befordrades till löjtnant 1960 och tjänstgjorde vid Flygkadettskolan från 1960. Han befordrades 1966 till kapten och gick Högre stabskursen vid Militärhögskolan 1966–1968. Han tjänstgjorde vid Försvarsstaben 1968–1973 och befordrades till major 1971 och överstelöjtnant 1972. År 1975 blev han överstelöjtnant med särskild tjänsteställning och tjänstgjorde vid Försvarsdepartementet 1975–1977, varefter han var chef för Studiefunktionen vid Flygstaben. Han studerade vid Försvarshögskolan 1978.
År 1979 befordrades han till överste och var 1979–1981 chef för Planeringsavdelningen vid Flygstaben, varefter han var ställföreträdande chef för Upplands flygflottilj 1981–1983. Han befordrades till generalmajor 1983 och var 1983–1986 stabschef i Övre Norrlands militärområde, varpå han 1986 befordrades till generallöjtnant och 1986–1988 var befälhavare för samma militärområde. Därefter var han chef för flygvapnet 1988–1994. Englund lämnade Försvarsmakten 1994 och var därefter rådgivare inom försvarsindustrin och vid bland annat Linköpings universitet.
I en nekrolog berättas: ”Lars-Erik Englund älskade att flyga och han ansågs vara en av flygvapnets [sic] skickligaste J 29 Tunnan-piloter. Så var han också medlem i den exklusiva kretsen TTT = Tusen Timmar Tunnan.”
Lars-Erik Englund invaldes 1983 som ledamot av Kungliga Krigsvetenskapsakademien.
Lars-Erik Englund var son till Gunnar och Berta Englund. Han gifte sig första gången 1954 med Gunn Wendel och andra gången 1986 med Birgitta Mårdstam (född 1940). Han hade tre barn.